# 戸田忠延
戸田 忠延（とだ ただのぶ）は、江戸時代後期の大名。下野宇都宮藩主。宇都宮藩戸田家9代。

## 略歴
寛政2年（1790年）6月12日、先代藩主戸田忠翰の次男として生まれる。文化3年（1806年）12月16日に従五位下・日向守に叙位・任官する。文化8年（1811年）4月21日に父が隠居したのにともない家督を継いだ。就任直後に延享4年（1747年）から文化6年（1809年）までに褒美を受けた157人の善行を記した善行録を作り、農業精出者や実直者、貞節者、潔白者、孝心者が取り上げられた。また、藩財政再建のために家臣の給金・給米の削減、貸付金や扶持米の前渡しを禁止した。農村の荒廃と天災のため、幕府に様々な嘆願をしたが効果はなく、もともと病身だったため心労が重なった。
忠延は藩財政再建に全力を注ぎ、自らと財政で意見の異なる家臣の2人を追放し、その2人が江戸や宇都宮の10里四方に立ち入ったら斬殺してもよいと命じたという話も伝わっている。『戸田御家記』では忠延の生涯で経済立て直しと領地引替え以外に事跡が出てこないことをもって知るべし、とあり、2人の追放でも相当に激しい対立があったが、財政再建にはあまり成果を上げられなかった。
父に先立って文政6年（1823年）2月26日に死去した。享年34。跡を弟で養子の忠温が継いだ。

## 系譜
父母
- 戸田忠翰（父）
- 結子 - 松平忠順の娘（母）

正室
- 庭子 - 有馬頼貴の娘

側室
- 百合

子女
- 戸田錬輔

養子
- 戸田忠温 - 忠翰の五男